# Alan Judd
Alan Judd est un pseudonyme employé par Alan Adwin Petty. Né en 1946, 
Petty est un ancien soldat et diplomate qui travaille maintenant comme analyste de sécurité et écrivain au Royaume-Uni. Il écrit des livres et des articles et contribue régulièrement à un certain nombre de publications dont The Daily Telegraph et The Spectator. Parmi ses livres de fiction et non-fiction, ses romans s'inspirent souvent de son passé militaire.

## Fiction
- 1981 : A Breed of Heroes (en), adapté d'une pièce de Charles Wood pour un téléfilm de la BBC en 1996)
- 1984 : Short of Glory
- 1987 : The Noonday Devil
- 1989 : Tango (1989)
- 1991 : The Devil's Own Work (en)
- 2001 : Legacy (en)
- 2003 : The Kaiser's Last Kiss
- 2006 : Dancing with Eva
- 2012 : Uncommon Enemy
- 2014 : Inside Enemy
- 2017 : Deep Blue
- 2019 : Accidental Agent

## Non fiction
- 1990 : Ford Madox Ford
- 1997 : First World War Poets (Character Sketches)
- 1999 : The Quest for C: Mansfield Cumming And the Founding of the Secret Service

## Prix
- A Breed of Heroes remporte l'édition 1981 du Winifred Holtby Memorial Prize et est sélectionné puis finaliste pour l'édition de 1981 du Booker Prize.
- En 1991, il remporte le Guardian Fiction Award (en) pour The Devil's Own Work.